# محكمة عليا

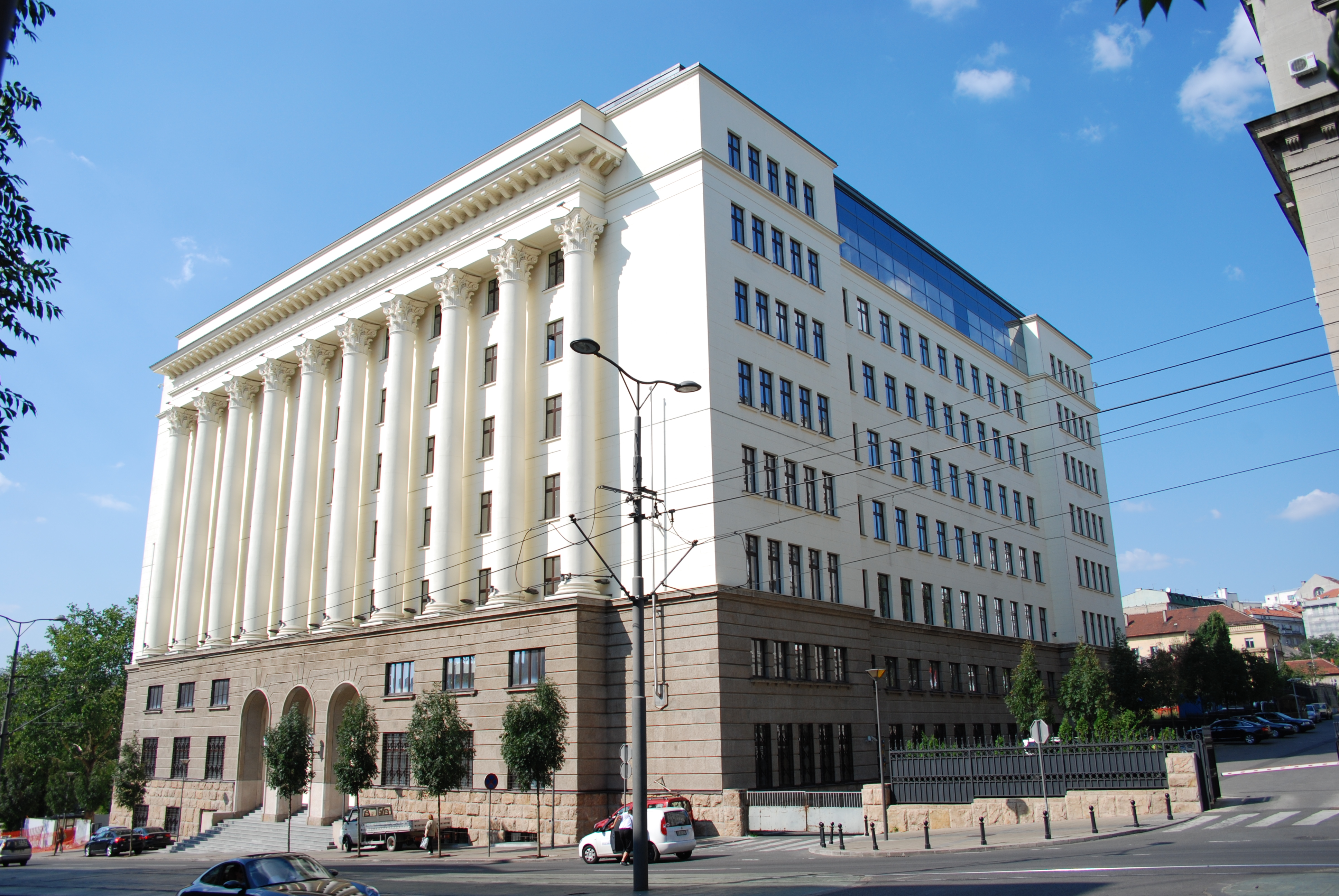

تُعد المحكمة العليا أعلى محكمة في تسلسل المحاكم في عدد من الأنظمة القضائية. هناك توصيفات أخرى للمحكمة العليا مثل محكمة الملاذ الأخير، محكمة الذروة، محكمة الاستئناف العليا (الأخيرة). بالحديث بنطاق واسع، لا يخضع قرار المحكمة العليا لمراجعة أخرى من قبل أي محكمة أخرى. تعمل المحاكم العليا بالدرجة الأولى كمحاكم استئناف، إذ تسمع للاستئنافات على قرارات محاكم أدنى منها، أو لقرارات محاكم استئناف متوسطة المستوى.
ومع ذلك، لا تُسمى كل المحاكم العليا بذلك الاسم. لا تميل الدول التي تعتمد القانون المدني للاعتماد على محكمة عليا وحيدة. إضافةً لذلك، لا تُسمى أعلى محكمة في بعض الأنظمة القضائية بالمحكمة العليا، على سبيل المثال أعلى محكمة في أستراليا. على الطرف الآخر، في بعض الأماكن لا تُعد المحكمة المسماة المحكمة العليا أعلى محكمة، هناك أمثلة على ذلك: محكمة نيويورك العليا، المحاكم العليا لعدد من المقاطعات الكندية والمحكمة العليا للقضاء في إنجلترا وويلز والمحكمة العليا للقضاء في أيرلندا الشمالية، وكلها محاكم ثانوية لمحاكم استئناف أعلى.
تدين فكرة المحكمة العليا كثيرًا لواضعي دستور الولايات المتحدة. كان ذلك أثناء مناقشة تقسيم السلطات بين الدوائر التشريعية والتنفيذية إذ وضع مفوضو المؤتمر الدستوري لعام 1787 معايير للسلطة القضائية الوطنية. كان إنشاء فرع ثالث للحكومة فكرةً جديدة؛ في التقليد الإنجليزي، كانت المسائل القضائية تُعامل على أنها جانب من جوانب السلطة الملكية (التنفيذية). اقتُرح أيضًا أن يكون للسلطة القضائية دور في اختبار السلطة التنفيذية لممارسة حق النقض أو مراجعة القوانين. في النهاية، تعرض واضعو الدستور للخطر من خلال رسم مخطط عام فقط للسلطة القضائية، ومنح سلطة قضائية اتحادية في محكمة عليا واحدة، وفي محاكم أدنى درجة كما قد يقررها الكونغرس وينشئها من وقت لآخر. لم يحدد واضعو الدستور السلطات الحقيقية وصلاحيات المحكمة العليا ولا تنظيم السلطة القضائية ككل.
يوجد في بعض البلدان محاكم عليا متعددة لها نطاقات جغرافية مختلفة في ولاياتها القضائية، أو التي تقتصر على مجالات معينة من القانون. قد يكون لدى بعض البلدان التي لديها نظام حكم فيدرالي محكمة فيدرالية عليا (مثل المحكمة العليا للولايات المتحدة)، ومحاكم عليا لكل ولاية (مثل المحكمة العليا في نيفادا)، مع وجود اختصاص قضائي للمحكمة العليا الفيدرالية على المحكمة العليا في الولاية فقط إلى الحد الذي يسمح فيه الدستور الاتحادي للقانون الاتحادي على قانون الولاية. ومع ذلك، قد يكون لدى الاتحادات الفيدرالية الأخرى، مثل كندا، محكمة عليا ذات اختصاص عام، قادرة على الفصل في أي مسألة قانونية. غالبًا ما يكون للسلطات القضائية ذات نظام القانون المدني تسلسل هرمي للمحاكم الإدارية المنفصلة عن المحاكم العادية، والتي ترأسها محكمة إدارية عليا (مثل المحكمة الإدارية العليا في فنلندا). هناك عدد من السلطات القضائية التي تحتفظ أيضًا بمحكمة دستورية منفصلة (طُورت لأول مرة في دستور تشيكوسلوفاكيا لعام 1920)، مثل النمسا وفرنسا وألمانيا ولوكسمبورغ والبرتغال وروسيا وإسبانيا وجنوب إفريقيا. داخل الإمبراطورية البريطانية السابقة، كانت أعلى محكمة داخل المستعمرة تسمى غالبًا المحكمة العليا، على الرغم من إمكانية الاستئناف من تلك المحكمة إلى مجلس الملكة الخاص في المملكة المتحدة (ومقره لندن). هناك عدد من السلطات القضائية في الكومنولث تحتفظ بهذا النظام، لكن العديد من الدول الأخرى أعادت تشكيل أعلى محكمة خاصة بهم كمحكمة الملاذ الأخير، مع إلغاء حق الاستئناف أمام مجلس الملكة الخاص.
في الولايات القضائية التي تستخدم نظام القانون العام، يُطبق مبدأ الأسبقية، إذ تكون المبادئ التي تطبقها المحكمة العليا في قراراتها ملزمة لجميع المحاكم الأدنى؛ يهدف هذا النظام إلى تطبيق تفسير موحد وتنفيذ للقانون. في السلطات القضائية للقانون المدني، لا يُعتبر مبدأ الأسبقية التحليلي ساريًا بشكل عام، وبالتالي فإن قرارات المحكمة العليا ليست ملزمة بالضرورة بخلاف القضية المباشرة المعروضة عليها؛ ومع ذلك، في الممارسة العملية، عادة ما توفر قرارات المحكمة العليا سابقة قوية للغاية، أو ثبات قانوني، لكل من نفسها ولجميع المحاكم الأدنى منها.

## سلطات القانون العام

### أستراليا
محكمة أستراليا العليا هي المحكمة العليا في التسلسل الهرمي للمحكمة الأسترالية ومحكمة الاستئناف النهائية في أستراليا. تتمتع بسلطة قضائية أصلية واستئنافية، وسلطة المراجعة القضائية على القوانين التي أقرها البرلمان الأسترالي وبرلمانات الولايات، والقدرة على تفسير دستور أستراليا وبالتالي تشكيل تطور الفيدرالية في أستراليا.
تُفوَض المحكمة العليا بموجب القسم 71 من الدستور، الذي يمنحها السلطة القضائية لكومنولث أستراليا. شُكلت المحكمة، وعُين أعضائها الأوائل بموجب قانون السلطة القضائية عام 1903. وهي تعمل الآن بموجب المواد 71 إلى 75 من الدستور، وقانون القضاء، وقانون المحكمة العليا في أستراليا لعام 1979. تتألف من سبعة قضاة: رئيسة قضاة أستراليا، حاليًا سوزان كيفيل وستة قضاة آخرين. يعينهم الحاكم العام لأستراليا بناءً على نصيحة الحكومة الفيدرالية، وبموجب الدستور يجب أن يتقاعدوا في سن 70.

### بنغلادش
أنشئت المحكمة العليا في بنغلادش بموجب أحكام دستور بنغلادش لعام 1972. وهناك قسمان من أقسام المحكمة العليا (أ) دائرة الاستئناف و(ب) دائرة المحكمة العليا. دائرة الاستئناف هي أعلى محكمة استئناف ولا تمارس عادةً صلاحيات محكمة ابتدائية. بينما دائرة المحكمة العليا هي محكمة ابتدائية في أمر/مراجعة القضائية ومسائل الشركة والأميرالية.

### هونغ كونغ
في هونغ كونغ ، كانت المحكمة العليا لهونغ كونغ (المعروفة الآن باسم أعلى محكمة في هونغ كونغ) هي محكمة الاستئناف النهائية خلال حقبة الاستعمار التي انتهت بنقل السيادة في عام 1997. تقع السلطة القضائية النهائية، كما هو الحال في أي مستعمرة بريطانية أخرى، على عاتق اللجنة القضائية لمجلس الملكة الخاص في لندن، المملكة المتحدة. حاليًا سلطة الفصل النهائي منوطة بمحكمة الاستئناف النهائية التي أنشِئت عام 1997. وبموجب القانون الأساسي، أي دستورها، تظل المنطقة من اختصاص القانون العام. وبالتالي، يمكن تعيين قضاة من سلطات القانون العام الأخرى (بما في ذلك إنجلترا وويلز) والاستمرار في العمل في القضاء وفقًا للمادة 92 من القانون الأساسي. من ناحية أخرى، فإن سلطة تفسير القانون الأساسي نفسه منوطة باللجنة الدائمة للمجلس الوطني لنواب الشعب في بكين (بدون أثر رجعي)، والمحاكم مخولة بتفسير القانون الأساسي عند النظر في القضايا، وفقا للمادة 158 من القانون الأساسي. أصبح هذا الترتيب مثيرًا للجدل في ضوء قضية الحق في الإقامة في عام 1999، ما أثار مخاوف بشأن استقلال القضاء.

### أيرلندا
المحكمة العليا هي أعلى محكمة في جمهورية أيرلندا. لديها سلطة تفسير الدستور، وإلغاء قوانين وأنشطة الدولة التي تعتبرها غير دستورية. تُعد أيضًا أعلى سلطة في تفسير القانون. دستوريًا، يجب أن يكون لها سلطة تفسير الدستور ولكن اختصاصها الاستئنافي الإضافي من المحاكم الأدنى يحدده القانون. تتكون المحكمة العليا الإيرلندية من رئيسها ورئيس القضاة وسبعة قضاة آخرين. يعين الرئيس قضاة المحكمة العليا وفقًا للمشورة الملزمة للحكومة. يقع مقر المحكمة العليا في المحاكم الأربعة في دبلن.

### إسرائيل
تتربع المحكمة العليا في إسرائيل على رأس نظام المحاكم في دولة إسرائيل. تُعد أعلى هيئة قضائية. يقع مقر المحكمة العليا في القدس. تمتد منطقة اختصاصها على الدولة بأكملها. يعتبر حكم المحكمة العليا ملزمًا لكل محكمة، باستثناء المحكمة العليا نفسها. تُعد المحكمة العليا الإسرائيلية محكمة استئناف ومحكمة العدل العليا. بصفتها محكمة استئناف، تنظر المحكمة العليا في قضايا الاستئناف (الجنائية والمدنية على حد سواء) على الأحكام والقرارات الأخرى الصادرة عن محاكم المقاطعات. تنظر أيضًا في الطعون على القرارات القضائية وشبه القضائية بمختلف أنواعها، مثل الأمور المتعلقة بشرعية انتخابات الكنيست والأحكام التأديبية لنقابة المحامين. بصفتها محكمة العدل العليا، تحكم المحكمة العليا كمحكمة ابتدائية، في المقام الأول في المسائل المتعلقة بشرعية قرارات سلطات الدولة: قرارات الحكومة وقرارات السلطات المحلية والهيئات الأخرى والأشخاص الذين يؤدون وظائف عامة بموجب القانون، والطعون المباشرة في دستورية القوانين التي سنّها الكنيست. تتمتع المحكمة بسلطة تقديرية واسعة للحكم في المسائل التي ترى أنه من الضروري فيها منح المساعدة لصالح العدالة، والتي لا تدخل في اختصاص محكمة أو هيئة قضائية أخرى. تمنح محكمة العدل العليا الإنصاف من خلال أوامر مثل الأمر الزجري وأمر الإحضار، وكذلك من خلال الأحكام التوضيحية. يمكن للمحكمة العليا أيضًا أن تعقد جلسة استماع أخرى بناءً على حكمها. في قضية حكمت فيها المحكمة العليا -سواء كانت محكمة استئناف أو محكمة عدل عليا- مع هيئة من ثلاثة قضاة أو أكثر، يجوز لها أن تحكم في جلسة استماع أخرى مع هيئة من عدد أكبر من القضاة . يمكن عقد جلسة استماع أخرى إذا أصدرت المحكمة العليا حكمًا يتعارض مع حكم سابق أو إذا رأت المحكمة أن أهمية أو صعوبة أو حداثة حكم المحكمة تبرر مثل هذه الجلسة. تتمتع المحكمة العليا أيضًا بالسلطة الفريدة المتمثلة في القدرة على إصدار أمر محاكمة جديدة (إعادة المحاكمة).

### ناورو
لا توجد محكمة عليا واحدة في ناورو لجميع أنواع القضايا. للمحكمة العليا الاختصاص النهائي في المسائل الدستورية، ولكن يمكن استئناف أي قضية أخرى أمام محكمة الاستئناف. بالإضافة إلى ذلك، ينص اتفاق بين ناورو وأستراليا عام 1976 على الاستئناف من المحكمة العليا في ناورو إلى المحكمة العليا في أستراليا في كل من القضايا الجنائية والمدنية، مع استثناء ملحوظ للقضايا الدستورية.

### نيوزيلندا
في نيوزيلندا، أُلغي حق الاستئناف أمام مجلس الملكة الخاص بعد إقرار قانون المحكمة العليا عام 2003. يظل الحق في الاستئناف أمام مجلس الملكة الخاص في القضايا الجنائية التي بُتَّ فيها قبل إنشاء المحكمة العليا، ولكن من المحتمل أن يكون الاستئناف الناجح الذي قدمه مارك لوندي إلى مجلس الملكة الخاص في عام 2013 هو آخر استئناف إلى المجلس من نيوزيلندا.
أنشِئت المحكمة العليا الجديدة لنيوزيلندا رسميًا في بداية عام 2004، على الرغم من أنها لم تدخل حيز التنفيذ حتى يوليو. كانت المحكمة العليا لنيوزيلندا حتى عام 1980 تعرف باسم المحكمة العليا. للمحكمة العليا اختصاص استئنافي بحت وتنظر في الاستئنافات من محكمة الاستئناف في نيوزيلندا. في بعض الحالات، يمكن رفع استئناف مباشرة إلى المحكمة العليا من المحكمة الأعلى. بالنسبة لقضايا معينة، لا سيما القضايا التي بدأت في محكمة المقاطعة، قد تكون المحكمة الأدنى (عادةً المحكمة الأعلى أو محكمة الاستئناف) هي محكمة الاختصاص النهائي.

### باكستان
كانت المحكمة العليا هي المحكمة الأعلى لباكستان منذ إعلان الجمهورية عام 1956 (سابقًا كان لمجلس الملكة الخاص هذه الوظيفة). للمحكمة العليا الكلمة الأخيرة في مسائل القانون الدستوري أو القانون الاتحادي أو في المسائل ذات الاختصاصات الاتحادية والإقليمية المختلطة. لا يمكنها سماع الاستئنافات بشأن مسائل الاختصاص الإقليمي إلا إذا أثيرت مسألة ذات طبيعة دستورية.
فيما يتعلق بالأراضي الباكستانية المتمتعة بالحكم الذاتي (أي آزاد كشمير وجلجيت بالتستان)، فإن اختصاص المحكمة العليا محدود نوعًا ما ويختلف من إقليم إلى آخر؛ يمكنها سماع الطعون ذات الطابع الدستوري فقط من آزاد كشمير وجلجيت بالتستان. لدى آزاد كشمير نظام محاكم خاص بها ولا ينطبق عليها دستور باكستان على هذا النحو؛ تتعلق الاستئنافات من آزاد كشمير بعلاقتها مع باكستان.
لدى المقاطعات نظام محاكم خاص بها، إذ تكون المحكمة الأعلى هي المحكمة العليا، باستثناء الحالات التي يمكن فيها رفع الاستئناف إلى المحكمة العليا كما ذُكر أعلاه.

### المملكة المتحدة
المحكمة العليا للمملكة المتحدة هي المحكمة النهائية للمسائل الجنائية والمدنية في إنجلترا وويلز وأيرلندا الشمالية وللمسائل المدنية في اسكتلندا (المحكمة العليا للشؤون الجنائية في اسكتلندا هي محكمة العدل العليا). أنشِئت المحكمة العليا بموجب قانون الإصلاح الدستوري لعام 2005 اعتبارًا من 1 أكتوبر 2009، لتتولى وتحل محل السلطات القضائية لمجلس اللوردات. نُقلت أيضًا قضايا انتقال السلطة بموجب قانون اسكتلندا لعام 1998 وقانون حكومة ويلز وقانون أيرلندا الشمالية إلى المحكمة العليا الجديدة بموجب قانون الإصلاح الدستوري من اللجنة القضائية لمجلس الملكة الخاص.
تشارك المحكمة العليا أعضائها وأماكن الإقامة في ميدلسيكس غويلدهول في لندن مع اللجنة القضائية لمجلس الملكة الخاص التي تستمع إلى الاستئنافات النهائية من بعض دول الكومنولث الأصغر، وقضايا الأميرالية، وبعض الاستئنافات من المحاكم الكنسية والقضاء القانوني الخاص، مثل الهيئات المهنية والأكاديمية.
(أعاد قانون الإصلاح الدستوري أيضًا تسمية المحكمة العليا للقضاء في أيرلندا الشمالية إلى محكمة القضاء، ونادرًا ما يُستشهد بالمحكمة العليا للقضاء في إنجلترا وويلز باسم المحاكم العليا في إنجلترا وويلز).
تأسست المحكمة العليا عام 2009؛ حتى ذلك الحين، كان مجلس اللوردات هو المحكمة النهائية بالإضافة إلى كونه هيئة تشريعية، وكان اللورد المستشار، بوظائف تشريعية وتنفيذية، أيضًا أحد كبار القضاة في مجلس اللوردات.

### الولايات المتحدة
المحكمة العليا للولايات المتحدة، التي تأسست عام 1789، هي أعلى محكمة فيدرالية في الولايات المتحدة، مع سلطات المراجعة القضائية التي أكِد عليها لأول مرة في قضية كالدر ضد بول (1798) في الرأي المخالف للقاضي إيريديل. مُنحت قوة المحكمة لاحقًا سلطة ملزمة من قبل القاضي مارشال في قضية ماربوري ضد ماديسون (1803). يوجد حاليًا تسعة مقاعد في المحكمة العليا الأمريكية.
لكل ولاية أمريكية محكمة عليا خاصة بها، وهي أعلى سلطة تفسر قانون تلك الولاية وتدير القضاء في تلك الولاية. يوجد في أوكلاهوما وتكساس محاكم جنائية ومدنية منفصلة يلجأ إليها كملاذ أخير.
في ولاية تكساس، تنظر محكمة الاستئناف الجنائية بالولاية في الاستئنافات الجنائية ولها السلطة الوحيدة لمنح أمر الإحضار لشخص أدين بجناية، لكن محكمة تكساس العليا تنظر أيضًا في الاستئنافات في قضايا جنوح الأحداث بالإضافة إلى القضايا المدنية الحالات كما هو محدد تقليديًا. على الرغم من أن قضايا الأحداث تندرج تحت قانون الأسرة في تكساس وتصنف على أنها إجراءات مدنية، إلا أنها ذات طبيعة شبه جنائية.
على الرغم من أن ديلاوير لديها محكمة متخصصة، وهي محكمة تشانسري، التي تنظر في قضايا حقوق الملكية والعديد من النزاعات التي تنطوي على حوكمة الشركات لأن العديد من الشركات اختارت التأسيس في ولاية ديلاوير بغض النظر عن مكان عملياتها ومكتبها الرئيسي في الولايات المتحدة، فهي ليست محكمة عليا لأن محكمة ديلاوير العليا لديها اختصاص استئنافي عليها.
تتنوع الأسماء الرسمية للمحاكم العليا للولاية، كما هو الحال مع ألقاب أعضائها، والتي يمكن أن تسبب ارتباكًا بين السلطات القضائية لأن إحدى الولايات قد تستخدم اسمًا لمحكمة أعلى درجة تستخدمها ولاية أخرى لمحكمة أدنى. في نيويورك وماريلاند ومقاطعة كولومبيا، يُطلق على أعلى محكمة اسم محكمة الاستئناف، وهو الاسم الذي تستخدمه العديد من الولايات لمحاكم الاستئناف المتوسطة. علاوةً على ذلك، تسمى محاكم الموضوع ذات الاختصاص العام في نيويورك المحكمة العليا، وتسمى محكمة الاستئناف المتوسطة المحكمة العليا، قسم الاستئناف. في ولاية فرجينيا الغربية، أعلى محكمة في الولاية هي محكمة الاستئناف العليا. في ماين وماساتشوستس، يُطلق على أعلى محكمة اسم المحكمة القضائية العليا؛ المحكمة الأخيرة هي أقدم محكمة استئناف تعمل بشكل مستمر في نصف الكرة الغربي. حتى داخل نفس السلطة القضائية، يمكن أن تسبب ألقاب شاغلي المناصب القضائية التباسًا. في ولاية تكساس، أعضاء المحكمة العليا ومحاكم الاستئناف المتوسطة الأربعة عشر هم قضاة، بينما يحمل أعضاء محكمة الاستئناف الجنائية لقب القاضي، والذي يستخدم أيضًا بشكل عام. يُطلق على القضاة في أدنى مستوى للمحكمة الابتدائية اسم قضاة الصلح.

## سلطات القانون المدني
يعتبر القانون الروماني وقانون جستنيان نماذج تاريخية للقانون المدني. منذ أواخر القرن الثامن عشر وما بعده، بدأت سلطات القانون المدني في تدوين قوانينها، وخاصة في القوانين المدنية.

### الأرجنتين
تعمل المحكمة العليا كمحكمة الملاذ الأخير. ولا يجوز الطعن في أحكامها. تبت أيضًا في القضايا التي تتناول تفسير الدستور (على سبيل المثال، يمكنها إلغاء قانون أقره الكونغرس إذا رأت أنه غير دستوري).

### النمسا
في النمسا ، قدم الدستور النمساوي لعام 1920 (بناءً على مسودة قدمها هانز كيلسن) المراجعة القضائية للقوانين التشريعية لدستوريتها. تؤدي هذه الوظيفة المحكمة الدستورية، وهي مكلفة أيضًا بمراجعة الإجراءات الإدارية بشأن ما إذا كانت تُنتهك الحقوق التي يكفلها الدستور. بخلاف ذلك، تُراجع الإجراءات الإدارية من قبل المحكمة الإدارية. تقع المحكمة العليا على رأس نظام المحاكم العادية في النمسا باعتبارها الدرجة النهائية في قضايا القانون الخاص والقانون الجنائي.

### البرازيل
في البرازيل، تُعد المحكمة الفيدرالية العليا أعلى محكمة. تُعد أيضًا المحكمة الدستورية ومحكمة الملاذ الأخير في القانون البرازيلي. تراجع فقط القضايا التي قد تكون غير دستورية أو طلبات إحضار نهائية في القضايا الجنائية. كما أنها تحكم، في اختصاصها الأصلي، في القضايا المتعلقة بأعضاء الكونغرس وأعضاء مجلس الشيوخ ووزراء الدولة وأعضاء المحاكم العليا ورئيس الجمهورية ونائبه. تستعرض محكمة العدل العليا قرارات محاكم الولاية والدائرة الفيدرالية لقضايا القانون المدني والقانون الجنائي، عند التعامل مع القانون الفيدرالي أو الأحكام المتضاربة. تراجع محكمة العمل العليا القضايا التي تنطوي على قانون العمل. المحكمة الانتخابية العليا هي محكمة الملاذ الأخير لقانون الانتخابات، وتشرف أيضًا على الانتخابات العامة. المحكمة العسكرية العليا هي أعلى محكمة في مسائل القانون العسكري الفيدرالي.

### كرواتيا
في كرواتيا، تُمنح السلطة القضائية العليا للمحكمة العليا، التي تضمن تطبيقًا موحدًا للقوانين. توجد المحكمة الدستورية للتحقق من دستورية القوانين واللوائح، وكذلك للبت في الشكاوى الفردية بشأن القرارات الصادرة عن الهيئات الحكومية. تبت المحكمة العليا أيضًا في النزاعات القضائية بين السلطات التشريعية والتنفيذية والقضائية.

### الدنمارك
تتمتع جميع المحاكم العادية في الدنمارك بسلطة قضائية أصلية للنظر في جميع أنواع القضايا، بما في ذلك القضايا ذات الطابع الدستوري أو الإداري. نتيجة لذلك، لا توجد محكمة دستورية خاصة، وبالتالي فإن الولاية القضائية النهائية منوطة بالمحكمة العليا الدنماركية التي تأسست في 14 فبراير 1661 من قبل الملك فريدريك الثالث.

### فرنسا
في فرنسا، تنقسم سلطة الاستئناف العليا إلى ثلاث هيئات قضائية:
- للقضايا القضائية، أي القضايا المدنية أو الجنائية: محكمة النقض.
- للقضايا الإدارية: مجلس الدولة.
- للطعون الدستورية على القوانين الوضعية: المجلس الدستوري.

عندما يكون هناك نزاع على الاختصاص بين المحاكم القضائية والإدارية: يُحتكم إلى محكمة التحكيم، التي يُفوض نصفها من محكمة النقض والنصف الآخر من مجلس الدولة ويرأسها وزير العدل، يُحتكم لهما معًا لتسوية النزاع أو إصدار قرار نهائي.
لا توجد المحكمة العليا إلا لمحاكمة رئيس الجمهورية الفرنسية في حالة الإخلال بواجباته التي تتعارض بشكل واضح مع استمراره في منصبه. منذ التعديل الدستوري لعام 2007، ينص الدستور الفرنسي على أن المحكمة العليا تتكون من جميع أعضاء مجلسي البرلمان. اعتبارًا من عام 2018، لم تُعقد هذه المحكمة مطلقًا.
في حين أن الرئيس لا يسري عليه ذلك، يخضع أعضاء الحكومة الفرنسية لنفس القوانين مثل المواطنين الفرنسيين الآخرين. ومع ذلك، منذ عام 1993، أنشِئت محكمة جديدة ومختلفة للحكم عليهم بدلاً من المحاكم العادية، وهي محكمة العدل للجمهورية. ومنذ ذلك الحين تعرضت لانتقادات شديدة ومن المقرر حذفها في تعديل دستوري من المقرر إجراؤه في 2019.

### ألمانيا
في ألمانيا، لا توجد محكمة عليا واحدة بحكم القانون. بدلاً من ذلك، يُفصل في القضايا في الدرجة النهائية من قبل واحدة من خمس محاكم فدرالية عليا، اعتمادًا على طبيعتها.
التفسير النهائي للدستور الألماني، هو مهمة المحكمة الدستورية الفيدرالية، وهي أعلى محكمة ألمانية بحكم الأمر الواقع، إذ يمكنها إعلان عدم فعالية التشريعات الفيدرالية والتشريعات الخاصة بالولاية. بالإضافة إلى ذلك، لديها سلطة نقض قرارات جميع المحاكم الأخرى، على الرغم من أنها ليست محكمة استئناف في نظام المحاكم الألماني. تُعد أيضًا المحكمة الوحيدة التي تمتلك القوة والسلطة لحظر الأحزاب السياسية، إذا ثبت أن بياناتها أو نشاطها غير دستوري.
عندما يتعلق الأمر بالقضايا المدنية والجنائية، تحتل محكمة العدل الفيدرالية قمة هرم المحاكم. لكل من الفروع الأخرى للنظام القضائي الألماني أنظمة استئناف خاصة بها، وتصدر كل منها محكمة عليا؛ هي المحكمة الاجتماعية الفيدرالية لشؤون الضمان الاجتماعي، ومحكمة العمل الفيدرالية للتوظيف والعمل، والمحكمة المالية الفيدرالية للضرائب والمسائل المالية، والمحكمة الإدارية الاتحادية للقانون الإداري. إن ما يسمى مجلس الشيوخ المشترك للمحاكم العليا ليس محكمة عليا بحد ذاتها، ولكنه هيئة مخصصة تُعقد فقط عندما تنوي محكمة عليا الاختلاف على رأي قانوني لمحكمة عليا أخرى. نظرًا لأن للمحاكم مجالات مسؤولية محددة جيدًا، فإن مثل هذه الحالات نادرة إلى حد ما ويحدث اجتماع مجلس الشيوخ المشترك بشكل غير منتظم.

### آيسلندا
تأسست المحكمة العليا لأيسلندا بموجب القانون رقم 22/1919 وعقدت جلستها الأولى في 16 فبراير 1920. تتمتع المحكمة بأعلى سلطة قضائية في آيسلندا. حُول نظام المحاكم من نظام ذي مستويين إلى نظام ثلاثي المستويات في عام 2018 مع إنشاء القانون الوطني.

### إيطاليا
تتبع إيطاليا النظام الفرنسي للمحاكم العليا المختلفة.
محكمة الملاذ الأخير الإيطالية لمعظم النزاعات هي محكمة النقض العليا. هناك أيضًا محكمة دستورية منفصلة هي المحكمة الدستورية، التي لها واجب المراجعة القضائية، والتي يمكن أن تلغي التشريع لأنه يتعارض مع الدستور.

### اليابان
في اليابان، تسمى المحكمة العليا لليابان سيكو سيبانشو؛ تسمى اختصارًا سيكو ساي، وتقع في تشيودا بطوكيو، وهي أعلى محكمة في اليابان. تتمتع بسلطة قضائية نهائية داخل اليابان لتفسير الدستور والبت في مسائل القانون الوطني (بما في ذلك القوانين المحلية). تتمتع بسلطة المراجعة القضائية (أي يمكنها إعلان عدم دستورية قوانين البرلمان والجمعية المحلية والإجراءات الإدارية).

### لوكسمبورغ
في لوكسمبورغ، تُعرض الطعون بشأن توافق القانون مع الدستور أمام المحكمة الدستورية. الإجراء الأكثر استخدامًا والأكثر شيوعًا لتقديم هذه الطعون هو المسائلة الضارة.
محكمة الملاذ الأخير للإجراءات المدنية والجنائية هي محكمة النقض.
بالنسبة للإجراءات الإدارية، فإن أعلى محكمة هي المحكمة الإدارية.

### ماكاو
المحكمة العليا في ماكاو هي محكمة الاستئناف النهائي.

### المكسيك
محكمة العدل العليا للأمة هي أعلى محكمة في المكسيك.

### هولندا
المحكمة العليا بهولندا هي أعلى محكمة في هولندا. تُعد قراراتها، المعروفة باسم الأحكام، نهائية تمامًا. يحظر على المحكمة اختبار التشريعات ضد الدستور، عملاً بمبدأ سيادة الدولة العامة؛ ومع ذلك، يمكن للمحكمة اختبار التشريعات ضد معاهدات مثل الاتفاقية الأوروبية لحقوق الإنسان. بجانب المجلس الأعلى، يوجد في القانون الإداري أيضًا محاكم استئناف عليا أخرى. تعتمد أعلى محكمة لها اختصاص في هذا المجال من القانون على موضوع القضية. وأهم هذه المحاكم هي القسم العدلي التابع لمجلس الدولة.

### نيجيريا
المحكمة العليا هي أعلى محكمة في نيجيريا. تنظم المحكمة العليا بشكل أساسي النزاعات بين الولايات و/أو الحكومة الفيدرالية. تكمن سلطة أخرى للمحكمة العليا في سلطتها للإشراف على أي قرارات تتعلق بالانتخابات الرئاسية ومدة الولاية الرئاسية.

### الفلبين
في حين تعتبر الفلبين بشكل عام دولة قانون مدني، فإن محكمتها العليا مصممة بشكل كبير على غرار المحكمة العليا الأمريكية. يمكن أن يُعزى ذلك إلى حقيقة أن الفلبين كانت مستعمرة من قبل كل من إسبانيا والولايات المتحدة، وأن نظام القوانين في كلا البلدين أثر بقوة على تطوير القوانين والفقه القانوني الفلبيني. حتى مع بقاء مجموعة قوانين الفلبين مقننة في الغالب، فإن القانون المدني الفلبيني يعترف صراحةً بأن قرارات المحكمة العليا تشكل جزءًا من قانون الأرض، وتنتمي إلى نفس فئة القوانين. يمنح دستور الفلبين لعام 1987 أيضًا صراحةً للمحكمة العليا سلطة المراجعة القضائية على القوانين والإجراءات التنفيذية. تتألف المحكمة العليا من رئيس قضاة واحد و14 قاضٍ مساعد. تنعقد المحكمة إما في شكل واحد أو في أقسام، حسب طبيعة القضية التي سيُبت فيها.

### جمهورية الصين الشعبية
أعلى محكمة استئناف في النظام القضائي في بر الصين الرئيسي هي محكمة الشعب العليا. تشرف هذه المحكمة على إقامة العدل من قبل جميع المحاكم الشعبية المحلية والخاصة التابعة، وهي محكمة الملاذ الأخير لجمهورية الصين الشعبية بأكملها باستثناء ماكاو وهونغ كونغ.

### البرتغال
يوجد في البرتغال عدة محاكم عليا، لكل منها ولاية قضائية محددة:
- محكمة العدل العليا للمسائل القضائية (المدنية والجنائية).
- المحكمة الدستورية للمسائل الدستورية.
- المحكمة الإدارية العليا للمسائل الإدارية والمالية.
- ديوان المحاسبة لتدقيق النفقات العامة.

حتى عام 2003، كانت توجد أيضًا محكمة عليا خامسة للقضاء العسكري، وهي المحكمة العسكرية العليا. في الوقت الحاضر، في زمن السلم، المحكمة العليا لقضايا القضاء العسكري هي محكمة العدل العليا، التي تضم الآن أربعة قضاة عسكريين.

### جمهورية الصين
في جمهورية الصين (تايوان)، توجد ثلاث محاكم مختلفة للملاذ الأخير:
- المحكمة العليا لجمهورية الصين: القضايا المدنية والجنائية.
- المحكمة الإدارية العليا لجمهورية الصين: القضايا التنفيذية.
- مجلس القضاة الكبار: تفسير الدستور، تفسير القوانين والأنظمة، حل الأحزاب السياسية المخالفة للدستور، محاكمة رئيس الجمهورية أو نائب الرئيس.

مجلس القضاة الكبار، الذي يتألف من 15 قاضياً ويتعامل بشكل أساسي مع القضايا الدستورية، هو نظير المحاكم الدستورية في بعض البلدان.
تخضع جميع المحاكم الثلاث مباشرة لقضاء يوان، الذي يشغل رئيسه أيضًا منصب رئيس القضاة في مجلس القضاة الكبار.

### اسكتلندا
تأسست محكمة الجلسات بموجب المرسوم البابوي عام 1532، وهي المحكمة المدنية العليا في اسكتلندا، ومحكمة العدل العليا هي المحكمة الجنائية العليا. ومع ذلك، فإن أعلى محكمة مطلقة (باستثناء المسائل الجنائية) هي المحكمة العليا في المملكة المتحدة.

### إسبانيا
المحكمة العليا الإسبانية هي أعلى محكمة لجميع القضايا في إسبانيا (الخاصة والعامة). فقط تلك القضايا المتعلقة بحقوق الإنسان يمكن استئنافها في المحكمة الدستورية (التي تبت أيضًا في الإجراءات المتوافقة مع الدستور الإسباني).
في إسبانيا، لا يمكن للمحاكم العليا إنشاء سوابق ملزمة؛ ومع ذلك، عادة ما تراعي المحاكم الأدنى مرتبة تفسيرات المحكمة العليا. في معظم قضايا القانون الخاص، هناك حاجة إلى حكمين من المحكمة العليا يدعمان الدعوى للاستئناف أمام المحكمة العليا.
تؤلف خمسة أقسام المحكمة العليا الإسبانية:
- يحكم القسم الأول في قضايا القانون الخاص (بما في ذلك القانون التجاري).
- القسم الثاني يقرر بشأن الاستئناف الجنائي.
- القسم الثالث يحكم في القضايا الإدارية ويراقب السلطات المعيارية للحكومة.
- القسم الرابع مخصص لقانون العمل.
- القسم الخامس مخصص للقضاء العسكري.

### السويد
في السويد، المحكمة العليا، التي تأسست عام 1789، والمحكمة الإدارية العليا، التي تأسست عام 1909، تعملان على التوالي كمحاكم عليا في البلاد. تنظر المحكمة الإدارية العليا في القضايا المتعلقة بالنزاعات بين الأفراد والأجهزة الإدارية، وكذلك المنازعات بين الأجهزة الإدارية، بينما تنظر المحكمة العليا في جميع القضايا الأخرى. يُعيَّن القضاة من قبل الحكومة. في معظم الحالات، تمنح المحاكم العليا الإذن باستئناف قضية ما فقط إذا كانت القضية تتعلق بوضع سابقة في تفسير القانون. الاستثناءات هي القضايا التي تكون فيها المحكمة العليا هي المحكمة الابتدائية. وتشمل هذه الحالات طلب إعادة محاكمة قضية جنائية في ضوء أدلة جديدة، ومحاكمات ضد وزير حالي في الحكومة بسبب إهماله الشديد لواجبه. إذا كان على محكمة أدنى أن تنظر في قضية تنطوي على سؤال لا يوجد فيه تفسير ثابت للقانون، فيمكنها أيضًا إحالة السؤال إلى المحكمة العليا ذات الصلة للحصول على إجابة.

### سويسرا
في سويسرا، المحكمة الاتحادية العليا لسويسرا هي محكمة الاستئناف النهائية. بسبب نظام الديمقراطية المباشرة في سويسرا، لا تملك المحكمة سلطة مراجعة دستورية القوانين الفيدرالية، لكن يمكن للشعب إلغاء قانون مقترح عن طريق الاستفتاء. ووفقًا للسوابق القضائية المستقرة، فإن المحكمة مخولة بمراجعة امتثال جميع القوانين السويسرية لفئات معينة من القانون الدولي، وخاصة الاتفاقية الأوروبية لحقوق الإنسان.

### سريلانكا
في سريلانكا، أنشِئت المحكمة العليا لسريلانكا عام 1972 بعد اعتماد دستور جديد. المحكمة العليا هي أعلى محكمة تدوينية عليا ونهائية ولها سلطة ممارسة صلاحياتها، مع مراعاة أحكام الدستور. أحكام المحاكم لها الأسبقية على جميع المحاكم الأدنى. النظام القضائي في سريلانكا هو مزيج معقد من القانون العام والقانون المدني. في بعض الحالات مثل عقوبة الإعدام، قد يُمرر القرار إلى رئيس الجمهورية للحصول على التماسات الرأفة. ومع ذلك، عندما يكون هناك ثلثي الأغلبية في البرلمان لصالح الرئيس (كما هو الحال في الوقت الحاضر)، تُلغى المحكمة العليا وقضاتها إذ يمكن فصلهم من مناصبهم وفقًا للدستور، إذا أراد الرئيس. لذلك، في مثل هذه الحالات، يتلاشى تمكين القانون المدني.

### جنوب إفريقيا
في جنوب إفريقيا، كان هناك نظام ثنائي الرئاسة من 1994 إلى 2013. وقد أنشئت محكمة الاستئناف العليا عام 1994 واستبدلت دائرة الاستئناف بالمحكمة العليا لجنوب إفريقيا باعتبارها أعلى محكمة استئناف للمسائل غير الدستورية. كانت محكمة الاستئناف العليا تابعة للمحكمة الدستورية، وهي أعلى محكمة في المسائل التي تنطوي على تفسير وتطبيق الدستور. ولكن في أغسطس 2013، عُدل الدستور لجعل المحكمة الدستورية المحكمة العليا الوحيدة في البلاد، وهي أعلى من المجلس الأعلى للاعتماد في جميع المسائل الدستورية وغير الدستورية.

### تايلاند
تاريخيًا، كان المواطنون يستأنفون إلى الملك مباشرة في طريقه إلى أماكن خارج القصر. يفصل ملك تايلاند في جميع النزاعات. في عهد الملك شولالونغكورن، أنشِئت إدارة رسمية للاستئناف، وبعد أن تبنت تايلاند حكومة على النمط الغربي، أنشِئت المحكمة العليا التايلاندية عام 1891.

### تركيا
المحكمة العليا هي واحدة من أعلى أربع سلطات قضائية في تركيا. القضاء العادل هو سلطة المراجعة النهائية للقرارات والأحكام الصادرة عن المحاكم الابتدائية والتي لا يتركها القانون لسلطة قضائية أخرى.
تعتبر قرارات الجمعية العمومية لمحكمة الاستئناف بشأن توحيد الأحكام ملزمة للقضاة. لا تُعد هيئةً استئنافية منفصلة ولكنها جمعية لمحكمة الاستئناف التي تصدر قرارات بشأن نقاط القانون التي تختلف فيها فروعها المختلفة.

### الإمارات العربية المتحدة
في الإمارات العربية المتحدة، أنشِئت المحكمة الاتحادية العليا لدولة الإمارات العربية المتحدة عام 1973 بعد اعتماد الدستور. المحكمة العليا هي أعلى محكمة تدوينية ونهائية ولها سلطة ممارسة صلاحياتها، مع مراعاة أحكام الدستور. أحكام المحاكم لها الأسبقية على جميع المحاكم الأدنى. النظام القضائي الإماراتي هو مزيج معقد من الشريعة الإسلامية والقانون المدني. في بعض الحالات مثل عقوبة الإعدام، قد يُمرر القرار إلى رئيس الدولة (حاليًا خليفة بن زايد آل نهيان).

## سلطات القانون المختلط

### كندا
كندا بلد ثنائي النظام القانوني. تستخدم تسع مقاطعات القانون العام، بينما تستخدم مقاطعة كيبيك القانون المدني. يعتمد القانون العام الفدرالي على القانون العام، لكن يجب أن يأخذ القانون التشريعي الفيدرالي في الاعتبار كلا النظامين القانونيين.
تأسست المحكمة العليا في كندا عام 1875. حُددت بموجب قانون الدستور لعام 1867 وقانون المحكمة العليا على أنها محكمة استئناف عامة. ونتيجة لذلك، يمكنها الاستماع إلى الاستئنافات بشأن أي مسائل قانونية تنظر فيها المحاكم الدنيا، بشأن قضايا القانون الدستوري والقانون الاتحادي وقانون المقاطعات. يمكنها سماع الطعون المتعلقة بالقانون العام والقانون المدني، ولها السلطة الكاملة للبت في هذه القضايا. يمكن للمحكمة أن تستمع للاستئناف من محاكم الاستئناف من المقاطعات والأقاليم، وكذلك الاستئناف من محكمة الاستئناف الاتحادية. قرارات المحكمة نهائية وملزمة للمحاكم الاتحادية والمحاكم من جميع المقاطعات والأقاليم.
تتكون المحكمة من رئيس قضاة كندا وثمانية قضاة مكلفين. يُطلب من ثلاثة من القضاة التسعة أن يأتوا من نقابة المحامين أو المحاكم العليا في كيبيك، للتأكد من أن المحكمة تتمتع بعضوية قوية في القانون المدني في كيبيك. يأتي القضاة الستة الباقون من بقية كندا، وتقليديًا ثلاثة من أونتاريو، واثنان من المقاطعات الغربية، وواحد من المقاطعات الأطلسية. تُعد المحكمة ثنائية اللغة مؤسسياً. يمكن للأطراف مناقشة قضاياهم إما باللغة الإنجليزية أو الفرنسية، وتقديم مواد مكتوبة بأي من اللغتين. توفر المحكمة ترجمة فورية للمحامين وأفراد الجمهور، وتصدر أحكامها باللغتين في ذات الوقت.
على الرغم من إنشاء المحكمة العليا في عام 1875، إلا أنها لم تكن في الأصل محكمة استئناف نهائية. كانت كندا جزءًا من الإمبراطورية البريطانية، وكانت الطعون تقدم في البداية إلى اللجنة القضائية لمجلس الملكة الخاص من المحكمة العليا، وكذلك من محاكم الاستئناف الإقليمية، متجاوزةً المحكمة العليا. في عام 1933، ألغى البرلمان الفيدرالي مثل هذه الطعون في المسائل الجنائية. ولم تُلغَ جميع الطعون المقدمة إلى اللجنة القضائية حتى عام 1949، على الرغم من أن الطعون التي كانت معلقة يمكن أن تبت فيها اللجنة القضائية.

### الهند
قانون الهند هو مزيج من القانون العام والقانون المدني والقانون العرفي والمبادئ الدينية. أنشِئت المحكمة العليا في الهند في 28 يناير 1950 بعد اعتماد الدستور. تنص المادة 141 من دستور الهند على أن القانون الذي أعلنته المحكمة العليا يجب أن يكون ملزمًا لجميع المحاكم داخل أراضي الهند. تُعد أعلى محكمة في الهند ولديها سلطة قضائية نهائية لتفسير الدستور والبت في مسائل القانون الوطني (بما في ذلك اللوائح المحلية). والمحكمة العليا مخولة أيضًا سلطة المراجعة القضائية لضمان تطبيق سيادة القانون.

### إندونيسيا
يستند قانون إندونيسيا على المستوى الوطني إلى مزيج من القانون المدني من تقليد القانون الروماني الهولندي والقانون العرفي من تقليد آدات. يمكن أن يختلف القانون في الولايات القضائية الإقليمية من مقاطعة إلى أخرى، بما في ذلك حتى الشريعة الإسلامية، على سبيل المثال القانون الجنائي الإسلامي في آتشيه، على الرغم من أنه حتى على المستوى الوطني، يمكن للقضاة الأفراد الاستشهاد بالشريعة أو غيرها من أشكال القانون غير الهولندي في آرائهم القانونية.
المحكمة العليا في إندونيسيا هي الذراع القضائي الرئيسي للدولة، وتعمل كمحكمة استئناف نهائية بالإضافة إلى كونها وسيلة لإعادة فتح القضايا التي كانت مغلقة سابقًا. تشرف المحكمة العليا، التي تتكون من 51 قاضيًا، على المحاكم الإقليمية العليا. تأسست عند استقلال البلاد عام 1945.
تُعد المحكمة الدستورية الإندونيسية، من ناحية أخرى، جزءًا من السلطة القضائية المكلفة بمراجعة مشاريع القوانين والإجراءات الحكومية من أجل دستورية، وكذلك تنظيم التفاعلات بين مختلف أذرع الدولة. مُرِرَ التعديل الدستوري لإنشاء المحكمة في عام 2001، وأنشِئت المحكمة نفسها عام 2003. تتكون المحكمة الدستورية من تسعة قضاة يخدمون لمدة تسع سنوات، ويُعينون جنبًا إلى جنب من قبل المحكمة العليا، ورئيس إندونيسيا و مجلس نواب الشعب.

## السلطة القضائية على النموذج السوفيتي
في معظم الدول التي صيغت دساتيرها على غرار الاتحاد السوفيتي، مُنِحت الهيئة التشريعية سلطة أن تكون محكمة الملاذ الأخير. في جمهورية الصين الشعبية، السلطة النهائية لتفسير القانون منوطة باللجنة الدائمة للمجلس الوطني لنواب الشعب. تشمل هذه السلطة سلطة تفسير القوانين الأساسية لهونغ كونغ وماكاو، والوثائق الدستورية لمنطقتين إداريتين خاصتين هما القانون العام وسلطات النظام القضائي البرتغالية على التوالي. هذه السلطة هي سلطة تشريعية وليست سلطة قضائية من حيث أن التفسير من قبل اللجنة الدائمة للمجلس الوطني لنواب الشعب لا يؤثر على القضايا التي بُتَّ فيها بالفعل.